# Nicolas Vouilloz
Nicolas Vouilloz (Niza, 8 de febrero de 1976) es un piloto de rally que ha competido en el Intercontinental Rally Challenge, del que ha sido ganador en 2008. Anteriormente compitió en ciclismo de montaña (disciplina de descenso).
Ganó siete medallas de oro en el Campeonato Mundial de Ciclismo de Montaña entre los años 1995 y 2002, y cinco medallas en el Campeonato Europeo de Ciclismo de Montaña entre los años 1994 y 2000.

## Medallero internacional

### Ciclismo de montaña
| Campeonato Mundial | Campeonato Mundial                | Campeonato Mundial | Campeonato Mundial |
| Año                | Lugar                             | Medalla            | Competición        |
| ------------------ | --------------------------------- | ------------------ | ------------------ |
| 1995               | Kirchzarten (Austria)             | Medalla de oro     | Descenso           |
| 1996               | Cairns (Australia)                | Medalla de oro     | Descenso           |
| 1997               | Château-d'Œx (Suiza)              | Medalla de oro     | Descenso           |
| 1998               | Mont-Sainte-Anne (Canadá)         | Medalla de oro     | Descenso           |
| 1999               | Åre (Suecia)                      | Medalla de oro     | Descenso           |
| 2001               | Vail (Estados Unidos)             | Medalla de oro     | Descenso           |
| 2002               | Kaprun (Austria)                  | Medalla de oro     | Descenso           |
| Campeonato Europeo |                                   |                    |                    |
| Año                | Lugar                             | Medalla            | Competición        |
| 1994               | Métabief (Francia)                | Medalla de oro     | Descenso           |
| 1995               | Špindlerův Mlýn (República Checa) | Medalla de plata   | Descenso           |
| 1997               | Métabief (Francia)                | Medalla de oro     | Descenso           |
| 1998               | Špindlerův Mlýn (República Checa) | Medalla de oro     | Descenso           |
| 2000               | Vars (Francia)                    | Medalla de plata   | Descenso           |

## Resultados como piloto
| Año  | Equipo               | Vehículo          | 1       | 2     | 3       | 4     | 5       | 6     | 7     | 8       | 9     | 10    | 11  | 12  | Posición | Puntos |
| ---- | -------------------- | ----------------- | ------- | ----- | ------- | ----- | ------- | ----- | ----- | ------- | ----- | ----- | --- | --- | -------- | ------ |
| 2007 | Peugeot Sport España | Peugeot 207 S2000 | KEN     | TUR 1 | BEL Ret | RUS 3 | POR 9   | CZE 1 | ITA 3 | SWI 1   | CHI   |       |     |     | 2º       | 42     |
| 2008 | Peugeot Team Bel-Lux | Peugeot 207 S2000 | TUR 2   | POR 3 | BEL 2   | RUS 5 | POR 1   | CZE 2 | ESP 2 | ITA 2   | SWI 2 | CHI   |     |     | 1º       | 68     |
| 2009 | Peugeot Team Bel-Lux | Peugeot 207 S2000 | MON Ret | BRA 2 | KEN     | POR 3 | BEL Ret | RUS   | POR 4 | CZE Ret | ESP 3 | ITA 3 | SCO |     | 4º       | 31     |
| 2010 | Škoda Motorsport     | Škoda Fabia S2000 | MON 3   | CUR   | ARG     | CAN   | CER     | YPR   | AZO   | MAD     | BCZ   | SAN   | ESC | CYP | 15º      | 6      |
| 2011 | Škoda Motorsport     | Škoda Fabia S2000 | MON 7   | CAN   | COR     | PYA   | YPR     | AZO   | BCZ   | MEC     | SAN   | ESC   | CYP |     | 14º      | 6      |